# 세가의 비디오 게임 프랜차이즈 목록
다음 목록은 세가 및 세가의 자회사가 소유한 비디오 게임 프랜차이즈들을 나열한 것이다. 이 목록은 두 개 이상의 게임들로 구성된 시리즈들을 모두 포함한다. 세가의 콘솔로 출시됐지만 세가 외 서드파티 게임 기업이 개발하고 배급한 게임들은 포함하지 않는다.
여기에 있는 프랜차이즈들 중 일부는 2005년 세가가 2K 스포츠에 매각한 이후 2K의 소유 자산이 됐다. 이들 게임의 경우 세가가 마지막으로 배급에 관여한 게임을 표시한다.
또한 이 목록에 포함된 것 중에는 처음에는 세가가 배급과 개발 모두 관여하지 않았으나 이후에 배급하기 시작한 게임들도 있다. 예시로 2013년에 세가가 인수한 아틀러스의 프랜차이즈, 2016년 세가가 획득한 테크노소프트의 지적재산, 《토탈 워》 시리즈 등이 있다.

## 프랜차이즈
| 프랜차이즈                 | 개발사                                                                   | 최초 게임                               | 최신 게임                                                | 각주 |
| -------------------------- | ------------------------------------------------------------------------ | --------------------------------------- | -------------------------------------------------------- | ---- |
| maimai                     | 세가                                                                     | maimai (2012)                           | maimai DX PRiSM (2024)                                   |      |
| CHUNITHM                   | 세가, 코나미                                                             | CHUNITHM(2015)                          | CHUNITHM VERSE(2024)                                     |      |
| 갈릴레오 팩토리            | 세가                                                                     | 갈릴레오 팩토리 (2008)                  | 갈릴레오 팩토리 (2012)                                   |      |
| 건스타 히어로즈            | 트레저                                                                   | 건스타 히어로즈 (1993)                  | 건스타 슈퍼 히어로즈 (2005)                              |      |
| 고대왕자 공룡킹            | 세가, 클라이맥스                                                         | 고대왕자 공룡킹 (2005)                  | 고대왕자 공룡킹 D키즈 어드벤처 (2010)                    |      |
| 고케쓰지 일족              | 아틀러스                                                                 | 고케쓰지 일족 (1993)                    | 고케쓰지 일족 선조공양 (2009)                            |      |
| 골든 액스                  | 세가, 시크릿 레벨, 세가 스튜디오 오스트레일리아                          | 골든 액스 (1989)                        | 골든 액스: 비스트 라이더 (2008)                          |      |
| 그로랜서                   | 아틀러스, 커리어소프트                                                   | 그로랜서 (1999)                         | 그로랜서 IV (2011)                                       |      |
| 나이츠                     | 소닉 팀                                                                  | 나이츠 인투 드림즈 (1996)               | 나이츠: 별이 내리는 밤의 이야기 (2007)                   |      |
| 뇌력 트레이너 포터블       | 클라이맥스, 랜드 호!, 세가, 스코넥, 소닉 팀                              | 뇌력 트레이너 포터블 (2005)             | 터치로 즈노 DS (2008)                                    |      |
| 다이너마이트 베이스볼      | 세가                                                                     | 다이너마이트 베이스볼 (1996)            | 다이너마이트 베이스볼 '99 (1999)                         |      |
| 다이너마이트 형사          | 세가                                                                     | 다이너마이트 형사 (1996)                | 아시안 다이너마이트 (2007)                               |      |
| 더 하우스 오브 더 데드     | 헤드스트롱 게임스, 메가픽셀 스튜디오, 세가, 와우 엔터테인먼트            | 더 하우스 오브 더 데드 (1996)           | 더 하우스 오브 더 데드: 리메이크 (2021)                  |      |
| 더비 오너스 클럽           | 세가, 히트메이커                                                         | 더비 오너스 클럽 (1999)                 | 더비 오너스 클럽 (2012)                                  |      |
| 더비 쯔꾸                  | 세가, 랜드 호!, 스마일빗                                                 | 더비 쯔꾸: 경주마를 만들자! (2000)      | 경주마를 만들자! 5 (2006)                                |      |
| 두근두근 펭귄 랜드         | 세가                                                                     | 두근두근 펭귄 랜드 (1985)               | 두근두근 펭귄 랜드 MD (1992)                             |      |
| 드래곤 트레저              | 세가, 오버웍스                                                           | 드래곤 트레저 (2003)                    | 드래곤 트레저 III (2005)                                 |      |
| 드래곤 포스                | 세가, 차임                                                               | 드래곤 포스 (1996)                      | 드래곤 포스 II (1998)                                    |      |
| 랜드스토커                 | 클라이맥스                                                               | 랜드스토커 (1992)                       | 타임스토커 (1999)                                        |      |
| 레일 체이스                | 세가                                                                     | 레일 체이스 (1991)                      | 레일 체이스 2 (1995)                                     |      |
| 렌트 어 히어로             | 세가 AM2, 세가, 애스펙트                                                 | 렌트 어 히어로 (1991)                   | 렌트 어 히어로 No. 1 (2000)                              |      |
| 룸매니아                   | 세가, 웨이브 마이터                                                      | 룸매니아 #203 (2002)                    | 뉴 룸매니아: 포로리 청춘 (2002)                          |      |
| 리그로드 사가              | 마이크로캐빈                                                             | 리그로드 사가 (1995)                    | 리그로드 사가 2 (1996)                                   |      |
| 모나코 GP                  | 세가                                                                     | 모나코 GP (1979)                        | 아이르통 세나의 슈퍼 모나코 GP II (1992)                 |      |
| 버그!                      | 리얼타임 어소시애이츠                                                    | 버그! (1995)                            | 버그 투! (1996)                                          |      |
| 버추어 스트라이커          | 세가 AM2, 어뮤즈먼트 비전                                                | 버추어 스트라이커 (1995)                | 버추어 스트라이커 4 Ver. 2006 (2006)                     |      |
| 버추어 캅                  | 세가                                                                     | 버추어 캅 (1994)                        | 버추어 캅 3 (2003)                                       |      |
| 버추어 파이터              | 세가 AM2, 겐키                                                           | 버추어 파이터 (1993)                    | 버추어 파이터 5: 얼티밋 쇼다운 (2021)                    |      |
| 베어 너클                  | 애인션트, 닷에뮤, 세가                                                   | 베어 너클: 분노의 철권 (1991)           | 베어 너클 IV (2020)                                      |      |
| 베요네타                   | 플래티넘 게임스                                                          | 베요네타 (2009)                         | 베요네타 2 (2014)                                        |      |
| 보더 브레이크              | 세가 AM2                                                                 | 보더 브레이크 (2009)                    | 보더 브레이크 X 제로 플러스 (2017)                       |      |
| 빅토리 골                  | 세가, 실리콘 하우스                                                      | 빅토리 골 (1996)                        | 세가 월드와이드 사커 2000: 유로 에디션 (2000)            |      |
| 빙고 파티                  | 세가                                                                     | 빙고 파티 (1992)                        | 빙고 파티 파이레츠 (2007)                                |      |
| 빙글빙글 온천              | 세가, 오버웍스                                                           | 모여라! 빙글빙글 온천 (1999)            | 온라인 게임스: 대 빙글빙글 온천 (2002)                   |      |
| 뿌요뿌요                   | 컴파일, 소닉 팀, 세가                                                    | 뿌요뿌요 (1991)                         | 뿌요뿌요 테트리스 2 (2020)                               |      |
| 사쿠라 대전                | 레드 엔터테인먼트, 세가, 오버웍스                                        | 사쿠라 대전 (1996)                      | 신 사쿠라 대전 (2019)                                    |      |
| 삼국지 대전                | 세가                                                                     | 삼국지 대전 (2005)                      | 삼국지 대전 4 (2016)                                     |      |
| 삼바 데 아미고             | 기어박스 소프트웨어, 소닉 팀                                             | 삼바 데 아미고 (1999)                   | 삼바 데 아미고 (2008)                                    |      |
| 선더 포스                  | 테크노소프트, 세가                                                       | 선더 포스 (1983)                        | 선더 포스 VI (2008)                                      |      |
| 세가 GT                    | 와우 엔터테인먼트                                                        | 세가 GT (2000)                          | 세가 GT 온라인 (2003)                                    |      |
| 세가 네트워크 대전 마작 MJ | 세가 AM2                                                                 | 세가 네트워크 대전 마작 MJ (2002)       | 세가 네트워크 대전 마작 MJ 모바일 (2014)                 |      |
| 세가 네트워크 카지노 클럽  | 세가 AM2                                                                 | 세가 네트워크 카지노 클럽 Ver. 1 (2007) | 세가 네트워크 카지노 클럽 Ver. 3 (2009)                  |      |
| 세가 랠리                  | 세가, 세가 레이싱 스튜디오, 세가 로쏘                                    | 세가 랠리 챔피언십 (1995)               | 세가 랠리 레보 (2007)                                    |      |
| 세가 배스 피싱             | 세가, 와우 엔터테인먼트, 심즈                                            | 세가 배스 피싱 (1997)                   | 세가 배스 피싱 챌린지 (2011)                             |      |
| 세가 올스타                | 세가 팀, 스모 디지털                                                     | 세가 슈퍼스타즈 (2004)                  | 소닉 & 올스타즈 레이싱 트랜스폼드 (2012)                 |      |
| 세븐스 드래곤              | 이미지에포크, 세가                                                       | 세븐스 드래곤 (2009)                    | 세븐스 드래곤 III 코드: VFD (2015)                       |      |
| 수왕기                     | 세가, 3d6 게임스                                                         | 수왕기 (1988)                           | 수왕기: 프로젝트 얼터드 비스트 (2005)                    |      |
| 숲 속의 전설 무시킹        | tprk                                                                     | 숲 속의 전설 무시킹 (2003)              | 신 숲 속의 전설 무시킹 (2016)                            |      |
| 쉔무                       | 세가 AM2, Ys Net                                                         | 쉔무 (1999)                             | 쉔무 III (2019)                                          |      |
| 소닉 더 헤지혹             | 세가                                                                     | 소닉 더 헤지혹 (1991)                   | 소닉 컬러즈: 얼티밋 (2021)                               |      |
| 소울 리버스                | 세가 Am2                                                                 | 소울 리버스 제로 (2016)                 | 소울 리버스 (2018)                                       |      |
| 슈퍼 몽키 볼               | 세가                                                                     | 슈퍼 몽키 볼 (2001)                     | 퍼펙트! 슈퍼 몽키 볼 1&2 리메이크 (2021)                 |      |
| 스타호스                   | 세가                                                                     | 스타호스 (2000)                         | 스타호스 4 (2019)                                        |      |
| 스파이크아웃               | 어뮤즈먼트 비전, 딤프스, 세가                                            | 스파이크아웃 (1998)                     | 스파이크아웃: 배틀 스트리트 (2005)                       |      |
| 스페이스 채널 5            | 아트, 유나이티드 게임 아티스트                                           | 스페이스 채널 5                         | 스페이스 채널 5: 대강 댄싱쇼                             |      |
| 스페이스 해리어            | 어뮤즈먼트 비전, 세가 AM2, 세가                                          | 스페이스 해리어 (1995)                  | 플래닛 해리어즈 (2000)                                   |      |
| 시노비                     | 3d6 게임스, 오버웍스, 세가                                               | 시노비 (1987)                           | 시노비 3D (2011)                                         |      |
| 시맨                       | 비바리움                                                                 | 시맨 (1999)                             | 시맨 2 (2007)                                            |      |
| 실전 파칭코 필승법!        | 사미                                                                     | 실전 파칭코 필승법! 트윈                | 실전 파치슬롯 필승법! (2012)                             |      |
| 아발론의 열쇠              | 히트메이커, 게임팟, 세가                                                 | 아발론의 열쇠 (2003)                    | 아발론의 열쇠 온라인 (2010)                              |      |
| 아웃런                     | 세가 AM2, 스모 디지털                                                    | 아웃런 (1986)                           | 아웃런 2006 (2006)                                       |      |
| 알렉스 키드                | 세가, 잔켄팀                                                             | 알렉스 키드의 미라클 월드 (1986)        | 알렉스 키드 인 미라클 월드 DX (2021)                     |      |
| 애프터 버너                | 블랙 문 스튜디오스, CRI, 피싱 캑터스, 세가                               | 애프터 버너 (1985)                      | 애프터 버너: 블랙 팔콘 (2007)                            |      |
| 앤서×앤서                  | 세가                                                                     | 네트워크 대전 퀴즈 앤서×앤서 (2007)     | 퀴즈 앤서×앤서 포켓 (2012)                               |      |
| 에일리언 신드롬            | 세가, 토탈리 게임스                                                      | 에일리언 신드롬 (1987)                  | 에일리언 신드롬 (2007)                                   |      |
| 에코 더 돌핀               | 아팔루사 인터랙티브                                                      | 에코 더 돌핀 (1992)                     | 에코 더 돌핀: 디펜더 오브 더 퓨처 (2000)                 |      |
| 엔드리스 스페이스          | 앰플리튜드 스튜디오스                                                    | 엔드리스 스페이스 (2012)                | 엔드리스 스페이스 2 (2017)                               |      |
| 여신전생                   | 아틀러스                                                                 | 디지털 데빌 이야기 여신전생 (1987)      | 진 여신전쟁 V (2021)                                     |      |
| 오샤레 마녀 러브 앤드 베리 | 세가                                                                     | 오샤레 마녀 러브 앤드 베리 (2004)       | 오샤레 마녀 러브 앤드 베리: DS 컬렉션 (2006)             |      |
| 오토기                     | 프롬 소프트웨어                                                          | 오토기 (2002)                           | 오토기: 백귀토벌회권 (2003)                              |      |
| 용과 같이                  | 용과 같이 스튜디오, 세가 신 소피아                                       | 류가 고도쿠: 용과 같이 (2005)           | 로스트 저지먼트 (2021)                                   |      |
| 원더랜드 워즈              | 세가                                                                     | 원더랜드 워즈 (2015)                    | Wonderland Wars: Wazawai Tsu Yamato no Shukuyo Te (2019) |      |
| 원더보이                   | 웨스톤 비트 엔터테인먼트, 세가, 리저드큐브, CFK, 게임 아틀리에, 아트딩크 | 원더보이 (1986)                         | 몬스터 월드: 아샤 인 몬스터 월드 (2021)                  |      |
| 월드 시리즈 베이스볼       | 블루스카이 소프트웨어, 세가, 비주얼 컨셉츠, 와우 엔터테인먼트            | 월드 시리즈 베이스볼 (1994)             | 월드 시리즈 베이스볼 '98 (1998)                          |      |
| 월드 클럽 챔피언 풋볼      | 히트메이커, 세가                                                         | 월드 클럽 챔피언 풋볼: 시리 A 2001-2002 | WCCF 푸티스타 (2020)                                     |      |
| 워해머 40,000: 돈 오브 워  | 렐릭 엔터테인먼트                                                        | 워해머 40,000: 돈 오브 워 (2004)        | 워해머 40,000: 돈 오브 워 III (2017)                     |      |
| 이터널 챔피언스            | 세가 인터랙티브                                                          | 이터널 챔피언스 (1993)                  | X퍼츠 (1996)                                             |      |
| 자이언그 그램              | 세가, 스카라브                                                           | 전일본 프로레슬 피처링 버추어 (1997)    | 자이언트 그램 2000 (2008)                                |      |
| 잭슨                       | CRI, 프리 레인지 게임스, 세가                                            | 잭슨 (1982)                             | 잭슨 이스케이프 (2012)                                   |      |
| 전뇌전기 버추얼 온         | 세가, 히트메이커, 액세스 게임스                                          | 전뇌전기 버추얼 온 (1996)               | 어떤 마술의 버추얼 온 (2018)                             |      |
| 전장의 발큐리아            | 세가                                                                     | 전장의 발큐리아 (2008)                  | 전장의 발큐리아 4 (2018)                                 |      |
| 젯 셋 라디오               | 세가, 스마일 빗, 블릿 웍스, 비카리어스 비전스                            | 젯 셋 라디오 (2000)                     | 젯 셋 라디오 퓨처 (2002)                                 |      |
| 체인 크로니클              | 세가 AM1                                                                 | 체인 크로니클 (2013)                    | 체인 크로니클 3 (2016)                                   |      |
| 추추 로켓!                 | 바이너리 해머, 하드라이트, 소닉 팀                                       | 추추 로켓! (1999)                       | 추추 로켓! 유니버스 (2019)                               |      |
| 츄니즘                     | 세가 AM1                                                                 | 츄니즘 (2015)                           | 츄니즘 크리스탈 플러스 (2020)                            |      |
| 컨뎀드                     | 모놀리스 프로덕션스                                                      | 컨뎀드: 크리미널 오리진 (2005)          | 컨뎀드 2: 블러드샷 (2008)                                |      |
| 컬럼스                     | 세가                                                                     | 컬럼스 (1990)                           | 컬럼스 디럭스 (2008)                                     |      |
| 컴퍼니 오브 히어로즈       | 렐릭 엔터테인먼트                                                        | 컴퍼니 오브 히어로즈 (2006)             | 컴퍼니 오브 히어로즈 II (2013)                           |      |
| 코드 오브 조커             | 세가                                                                     | 코드 오브 조커 (2013)                   | 코드 오브 조커 포켓 (2017)                               |      |
| 콘듀잇                     | 하이 볼티지 소프트웨어                                                   | 더 콘듀잇 (2009)                        | 콘듀잇 2 (2011)                                          |      |
| 퀘스트 오브 D              | 세가 AM2                                                                 | 퀘스트 오브 D (2004)                    | 퀘스트 오브 D: 더 배틀 킹덤 (2007)                       |      |
| 크러시                     | 조 모드                                                                  | 크러시 (2007)                           | 크러시 3D (2011                                          |      |
| 크레이지 택시              | 데미어지 스튜디오스, 하드라이트, 히트메이커, 세가, 스나이퍼 스튜디오스   | 크레이지 택시 (1999)                    | 크레이지 택시 가질리어네어 (2017)                        |      |
| 클락워크 나이트            | 세가                                                                     | 클락워크 나이트 (1995)                  | 클락워크 나이트 2 (1996)                                 |      |
| 킹덤 컨퀘스트              | 세가, 하드라이트                                                         | 킹덤 컨퀘스트 (2010)                    | 킹덤 컨퀘스트 II (2012)                                  |      |
| 토잼 & 얼                  | 존슨 부샌저 프로덕션스                                                   | 토잼 & 얼 (1991)                        | 토잼 & 얼: 백 인 더 그루브 (2019)                        |      |
| 토탈 워                    | 크리에이티브 어셈블리                                                    | 쇼군: 토탈 워 (2000)                    | 토탈 워 사가: 트로이 (2020)                              |      |
| 트라우마 센터              | 아틀러스                                                                 | 트라우마 센터: 언더 더 나이프 (2005)    | 트라우마 팀 (2010)                                       |      |
| 파이팅 바이퍼즈            | 세가 AM2                                                                 | 파이팅 바이퍼즈 (1995)                  | 파이팅 바이퍼즈 2 (1998)                                 |      |
| 판타지 스타                | 세가, 소닉 팀                                                            | 판타지 스타 (1987)                      | 판타지 스타 온라인 2: 뉴 제네시스 (2021)                 |      |
| 판타지 존                  | 세가, 선소프트                                                           | 판타지 존 (1986)                        | 메달 드 판타지 존 (2012)                                 |      |
| 팬저 드라군                | 세가, 스마일빗, 메가픽셀 스튜디오스                                      | 팬저 드라군 (1995)                      | 팬저 드라군 리메이크 (2020)                              |      |
| 퍼즐 & 액션                | 세가                                                                     | 탄트~R (1993)                           | 산드~R (1995)                                            |      |
| 페르소나                   | 아틀러스                                                                 | 여신전생 페르소나 (1996)                | 페르소나 5 스크램블 (2020)                               |      |
| 펭고                       | 코어랜드, 세가                                                           | 펭고 (1982)                             | 오락실 러브: 플러스 펭고! (2014)                         |      |
| 풀 오토                    | 수도 인터랙티브                                                          | 풀 오토 (2006)                          | 풀 오토 2: 배틀라인즈 (2006)                             |      |
| 풋볼 매니저                | 스포츠 인터랙티브                                                        | 풋볼 매니저 (2005)                      | 풋볼 매니저 (2021)                                       |      |
| 프로 사커 클럽을 만들자!   | 세가, 스마일빗                                                           | J리그 프로 사커 클럽을 만들자! (1996)   | 세가 포켓 클럽 매니저 (2018)                             |      |
| 프로 야구 팀을 만들자!     | 세가, 스마일빗                                                           | 프로 야구 팀을 만들자! (1999)           | 야구 쯔구!! (2016)                                       |      |
| 행온                       | 세가 AM2, 세가, 겐키                                                     | 행온 (1985)                             | 행온 GP '95 (1995)                                       |      |
| 헤어초크                   | 테크노소프트                                                             | 헤어초크 (1988)                         | 헤어초크 츠바이 (1989)                                   |      |
| 히어로 뱅크                | 세가                                                                     | 히어로 뱅크 (2014)                      | 히어로 뱅크 2 (2014)                                     |      |